# Chrysopa lambda
Chrysopa lambda är en insektsart som beskrevs av Navás 1933. Chrysopa lambda ingår i släktet Chrysopa och familjen guldögonsländor. Inga underarter finns listade i Catalogue of Life.